# Jacek Żuławski
Jacek Żuławski (29 tháng 3 năm 1907 – 27 tháng 11 năm 1976) là một nhà điêu khắc người Ba Lan. Các tác phẩm của ông tranh tài ở nội dung điêu khắc tại các cuộc thi nghệ thuật của Thế vận hội Mùa hè 1948.